# Gheorghe Craioveanu
Gheorghe Craioveanu (Vajdahunyad, 1968. február 14. –) román válogatott labdarúgó.
A román válogatott tagjaként részt vett az 1998-as világbajnokságon.

## Sikerei, díjai
Universitatea Craiova
- Román bajnok (1): 1990–91
- Román kupa (2): 1990–91, 1992–93

Egyéni
- A román bajnokság gólkirálya (2): 1993–94 (22 gól), 1994–95 (27 gól)